# Gauliga Oberlausitz
Die Gauliga Oberlausitz (auch 1. Klasse Oberlausitz) war eine der obersten Fußballligen des Verbandes Mitteldeutscher Ballspiel-Vereine (VMBV). Sie wurde 1911 gegründet und bestand bis zur Auflösung des VMBV 1933. Der Sieger qualifizierte sich für die Endrunde der mitteldeutschen Fußballmeisterschaft.
Nicht zu verwechseln ist dieser Fußballwettbewerb mit der Oberlausitzer Fußballmeisterschaft des Südostdeutschen Fußball-Verbandes (SOFV), der zur gleichen Zeit ausgetragen wurde und Vereine der preußischen Oberlausitz beinhaltete.

## Überblick
Am 6. Januar 1911 fand in Bautzen die Gründung des Gaues Oberlausitz seitens des VMBV statt. Es wurden in dieser Spielzeit nur wenige Spiele ausgetragen, die Zeit reichte nicht mehr für einen regulären Ligabetrieb. Die erste Saison fand daher 1911/12 mit vier Vereinen statt. Mit Beginn des Ersten Weltkrieges stockte vorerst der Spielbetrieb. Im Gau Oberlausitz traten in der Saison 1914/15 nur der SV Budissa Bautzen und der SC Union Görlitz an. In der darauf folgenden Spielzeit fand kriegsbedingt kein Spielbetrieb statt. Die Kriegsspielzeiten 1916/17 und 1917/18 fanden mit drei Vereinen statt, aus der Spielzeit 1918/19 ist kein Spielbetrieb überliefert.
Im Zuge der Spielklassenreform des VMBV 1919 war die Gauliga Oberlausitz nur noch zweitklassig. Mit der Kreisliga Ostsachsen wurde eine neue oberste Spielklasse geschaffen, die neben dem Gau Oberlausitz noch den Gau Ostsachsen beinhaltete, jedoch komplett von den Dresdner Vereinen dominiert wurde. Kein Verein aus der Oberlausitz gelang der Sprung in die erstklassige Kreisliga. Zur Spielzeit 1923/24 wurden die Kreisligen wieder abgeschafft, fortan war die Gauliga Oberlausitz bis 1933 erneut erstklassig. Die Anzahl der teilnehmenden Mannschaften wuchs von sechs Vereinen 1923/24 auf acht Vereine in der Spielzeit 1925/26. Ab 1927/28 wurde die Gauliga mit zehn Teilnehmern ausgespielt.
Im Zuge der Gleichschaltung wurde der VMBV und demzufolge auch die Gauliga Oberlausitz wenige Monate nach der Machtübernahme der Nationalsozialisten im Jahre 1933 aufgelöst. Die Vereine wurden in den Fußballgau Sachsen eingeordnet, erhielten aber keinen Startplatz für die ab 1933 eingeführte erstklassige Gauliga Sachsen, sondern wurden in den unteren Ligen eingeordnet.
Die Gauliga Oberlausitz wurde anfangs vom SV Budissa Bautzen dominiert, der alle bis zur Einführung der Kreisligen ausgespielte Meisterschaften des Gaues gewinnen konnte. In den 1920ern erstarkte der Zittauer BC und konnte sich sechsmal die Fußballmeisterschaft der Oberlausitz sichern. Des Weiteren kamen der VfB Kamenz, sowie Sportlust Zittau, jeweils einmal zu Meisterschaftsehren.

## Einordnung
Die übermäßige Anzahl an erstklassigen Gauligen innerhalb des VMBVs hatte eine Verwässerung des Spielniveaus verursacht, es gab teilweise zweistellige Ergebnisse in den mitteldeutschen Fußballendrunden. Die Vereine aus der Gauliga Oberlausitz gehörten zu den spielschwächsten Vereinen im Verband. Nur dreimal konnte überhaupt die zweite Spielrunde der mitteldeutschen Fußballmeisterschaft erreicht werden, dies auch nur, weil 1912/13 eine eigene Runde der spielschwächeren Gaue ausgetragen wurde und weil 1913/14, sowie 1932/33 der Gaumeister Oberlausitz in der ersten Runde ein Freilos bekam. In aller Regelmäßigkeit scheiterten die Oberlausitzer Vereine ansonsten in der ersten Runde, teilweise gab es hohe Niederlagen. 1924/25 scheiterte der Zittauer BC mit 1:9 an Guts Muts Dresden, 1925/26 verlor der VfB Kamenz mit 0:7 gegen den Dresdner SC. Mit der 1:11-Niederlage gegen den Dresdner SC 1930/31 und der 1:17-Niederlage gegen den PSV Chemnitz wurden die Niederlagen Anfang der 1930er gar zweistellig. Ein Achtungszeichen setzte jedoch Sportlust Zittau in der Spielzeit 1932/33, als der Verein nur knapp mit 2:3 an dem Vertreter aus der stärksten Gauliga Nordwestsachsen, Wacker Leipzig, scheiterte.
In der ab 1933 eingeführten erstklassigen Gauliga Sachsen wurde anfangs kein Verein aus der ehemaligen Gauliga Oberlausitz berücksichtigt. Zur Spielzeit 1942/42 gelang jedoch Sportlust Zittau der Aufstieg in diese Gauliga.

## Meister der Gauliga Oberlausitz 1912–1933
| Jahr    | Gaumeister Oberlausitz | Abschneiden mitteldt. Meisterschaft a | Mitteldeutscher Meister       |
| ------- | ---------------------- | ------------------------------------- | ----------------------------- |
| 1911/12 | SV Budissa Bautzen     | 1. Runde (1)                          | SpVgg 1899 Leipzig-Lindenau   |
| 1912/13 | SV Budissa Bautzen     | Zwischenrunde B (2)                   | VfB Leipzig                   |
| 1913/14 | SV Budissa Bautzen     | Achtelfinale (2)                      | SpVgg 1899 Leipzig-Lindenau   |
| 1914/15 | SV Budissa Bautzen     | keine mitteldeutsche Endrunde         | keine mitteldeutsche Endrunde |
| 1915/16 | kein Spielbetrieb      | kein Spielbetrieb                     | FC Eintracht Leipzig          |
| 1916/17 | SV Budissa Bautzen     | Vorrunde (1)                          | Hallescher FC 1896            |
| 1917/18 | SV Budissa Bautzen     | Vorrunde (1)                          | VfB Leipzig                   |
| 1918/19 | kein Spielbetrieb      | kein Spielbetrieb                     | Hallescher FC 1896            |
| 1919/20 | Kreisliga Ostsachsen   | Kreisliga Ostsachsen                  | VfB Leipzig                   |
| 1920/21 | Kreisliga Ostsachsen   | Kreisliga Ostsachsen                  | FC Wacker Halle               |
| 1921/22 | Kreisliga Ostsachsen   | Kreisliga Ostsachsen                  | SpVgg 1899 Leipzig-Lindenau   |
| 1922/23 | Kreisliga Ostsachsen   | Kreisliga Ostsachsen                  | SV Guts Muts Dresden          |
| 1923/24 | Zittauer BC            | 1. Runde (1)                          | SpVgg 1899 Leipzig-Lindenau   |
| 1924/25 | Zittauer BC            | 1. Runde (1)                          | VfB Leipzig                   |
| 1925/26 | VfB Kamenz             | 1. Runde (1)                          | Dresdner SC                   |
| 1926/27 | Zittauer BC            | 1. Vorrunde (1)                       | VfB Leipzig                   |
| 1927/28 | Zittauer BC            | 1. Vorrunde (1)                       | FC Wacker Halle               |
| 1928/29 | Zittauer BC            | 1. Vorrunde (1)                       | Dresdner SC                   |
| 1929/30 | Zittauer BC            | 1. Vorrunde (1)                       | Dresdner SC                   |
| 1930/31 | SV Budissa Bautzen     | 1. Vorrunde (1)                       | Dresdner SC                   |
| 1931/32 | SV Budissa Bautzen     | 1. Vorrunde (1)                       | PSV Chemnitz                  |
| 1932/33 | Sportlust Zittau       | 2. Runde (2)                          | Dresdner SC                   |

## Rekordmeister
Rekordmeister der Gauliga Oberlausitz ist der SV Budissa Bautzen, der den Titel acht Mal gewinnen konnten.
|  | Verein             | Titel | Jahr                                                                   |
|  | ------------------ | ----- | ---------------------------------------------------------------------- |
|  | SV Budissa Bautzen | 8     | 1911/12, 1912/13, 1913/14, 1914/15, 1916/17, 1917/18, 1930/31, 1931/32 |
|  | Zittauer BC        | 6     | 1923/24, 1924/25, 1926/27, 1927/28, 1928/29, 1929/30                   |
|  | VfB Kamenz         | 1     | 1925/26                                                                |
|  | Sportlust Zittau   | 1     | 1932/33                                                                |

## Ewige Tabelle
Berücksichtigt sind alle überlieferten Spielzeiten der erstklassigen Gauliga Oberlausitz bis 1933. Da es in der Spielzeit 1913/14 zu einem Spiel kam, welches als Niederlage für beide Mannschaften gewertet wurde, gibt es mehr Gegenpunkte als Pluspunkte.
| Pl. | Verein                   | Jahre | Sp. | S   | U  | N  | T+  | T-  | Diff. | Punkte  | Ø-Pkt. | Titel | Spielzeiten                                   |
| --- | ------------------------ | ----- | --- | --- | -- | -- | --- | --- | ----- | ------- | ------ | ----- | --------------------------------------------- |
| 1.  | SV Budissa Bautzen       | 16    | 173 | 99  | 34 | 40 | 535 | 328 | +207  | 232:114 | 1,34   | 8     | 1911–1915, 1916–1918, 1923–1933               |
| 2.  | Zittauer BC              | 14    | 168 | 104 | 21 | 43 | 606 | 347 | +259  | 229:107 | 1,36   | 6     | 1911/12, 1913/14, 1916–1918, 1923–1933        |
| 3.  | Sportlust Zittau         | 10    | 152 | 73  | 26 | 53 | 422 | 330 | +92   | 172:132 | 1,13   | 1     | 1923–1933                                     |
| 4.  | SC 1911 Großröhrsdorf    | 9     | 135 | 62  | 27 | 46 | 391 | 317 | +74   | 151:119 | 1,12   | 0     | 1923–1929, 1930–1933                          |
| 5.  | BV Sportlust Neugersdorf | 10    | 148 | 60  | 21 | 67 | 429 | 424 | +5    | 141:155 | 0,95   | 0     | 1923–1933                                     |
| 6.  | Bischofswerdaer SV 08    | 9     | 142 | 53  | 24 | 65 | 387 | 465 | −78   | 130:154 | 0,92   | 0     | 1924–1933                                     |
| 7.  | SpVgg 1908 Bautzen       | 8     | 101 | 32  | 16 | 53 | 228 | 331 | −103  | 80:122  | 0,79   | 0     | 1913/14, 1916/17, 1923/24, 1925/26, 1929–1933 |
| 8.  | BC Reichenau             | 6     | 103 | 32  | 11 | 60 | 232 | 343 | −111  | 75:131  | 0,73   | 0     | 1927–1933                                     |
| 9.  | VfB Kamenz               | 5     | 78  | 29  | 12 | 37 | 165 | 211 | −46   | 70:86   | 0,9    | 1     | 1925–1928, 1930–1932                          |
| 10. | SV Löbau 1911            | 4     | 65  | 19  | 12 | 34 | 135 | 183 | −48   | 50:80   | 0,77   | 0     | 1927–1931                                     |
| 11. | BC Ostritz               | 4     | 63  | 18  | 8  | 37 | 169 | 234 | −65   | 44:82   | 0,7    | 0     | 1926–1930                                     |
| 12. | SpVgg Ebersbach          | 2     | 36  | 7   | 4  | 25 | 69  | 131 | −62   | 18:54   | 0,5    | 0     | 1931–1933                                     |
| 13. | VfB Bautzen              | 1     | 18  | 6   | 0  | 12 | 40  | 70  | −30   | 12:24   | 0,67   | 0     | 1932/33                                       |
| 14. | VfB Sebnitz              | 1     | 18  | 3   | 2  | 13 | 27  | 63  | −36   | 8:28    | 0,44   | 0     | 1928/29                                       |
| 15. | VfB 08 Bautzen b         | 2     | 9   | 3   | 0  | 6  | 15  | 33  | −18   | 6:12    | 0,67   | 0     | 1911–1913                                     |
| 16. | SC Union Görlitz         | 1     | 2   | 0   | 0  | 2  | 6   | 16  | −10   | 0:40    | 0      | 0     | 1914/15                                       |
| 17. | Sportklub 1908 Bautzen b | 2     | 9   | 0   | 0  | 9  | 6   | 36  | −30   | 0:18    | 0      | 0     | 1911–1913                                     |